# Вознюк, Сергей Иванович
Вознюк Сергей Иванович (род. 26 января 1978, СССР) — российский баскетбольный тренер.

## Биография
Сергей работал в Португалии тренером в детских командах.
В сезоне 2012/2013 Вознюк несколько игр возглавлял команду мужской Суперлиги «Ухта», затем был вторым тренером этой команды. Кроме того, он работал на Украине. В начале сезона 2012/2013 он был одним из тренеров дубля команды «Химик» (Южный). В 2010/2011 он был вначале тренером, а затем главным тренером женской команды «Южная Пальмира» (Одесса). В чемпионате 2011/2012 Вознюк был вторым тренером мужской команды «Политехника-Галичина» (Львов), выступавшей в украинской Суперлиге.
В сезоне 2013/2014 попробовал себя в женском баскетболе — был тренером клуба «Казаночка». Позже возглавлял женские клубы «Окжетпес» и «Полковице», с которыми становился победителем чемпионата Казахстана и Польши соответственно.
Затем снова начал работать с мужскими командами — был ассистентом Василия Карасёва в МБА-МАИ. Также работал в тренерских штабах Жоана Плазы и Хавьера Паскуаля в «Зените», помогал Сергею Базаревичу в сборной России.
В декабре 2024 года возглавил женский баскетбольный клуб «Динамо» (Курск).

## Достижения
Как главный тренер
- Победитель чемпионата Казахстана: 2016